# Рядовка серая
Рядо́вка се́рая (лат. Tricholoma portentosum) — съедобный гриб рода Трихолома (рядовок) семейства Рядовковые.
Русские синонимы:
- Рядовка штрихова́тая
- Подсосновик
- Серушка
- Мышата

Научные синонимы:
- Agaricus portentosus Fr.basionym
- Gyrophila portentosa (Fr.) Quél.
- Melanoleuca portentosa (Fr.) Murrill[1].

## Описание

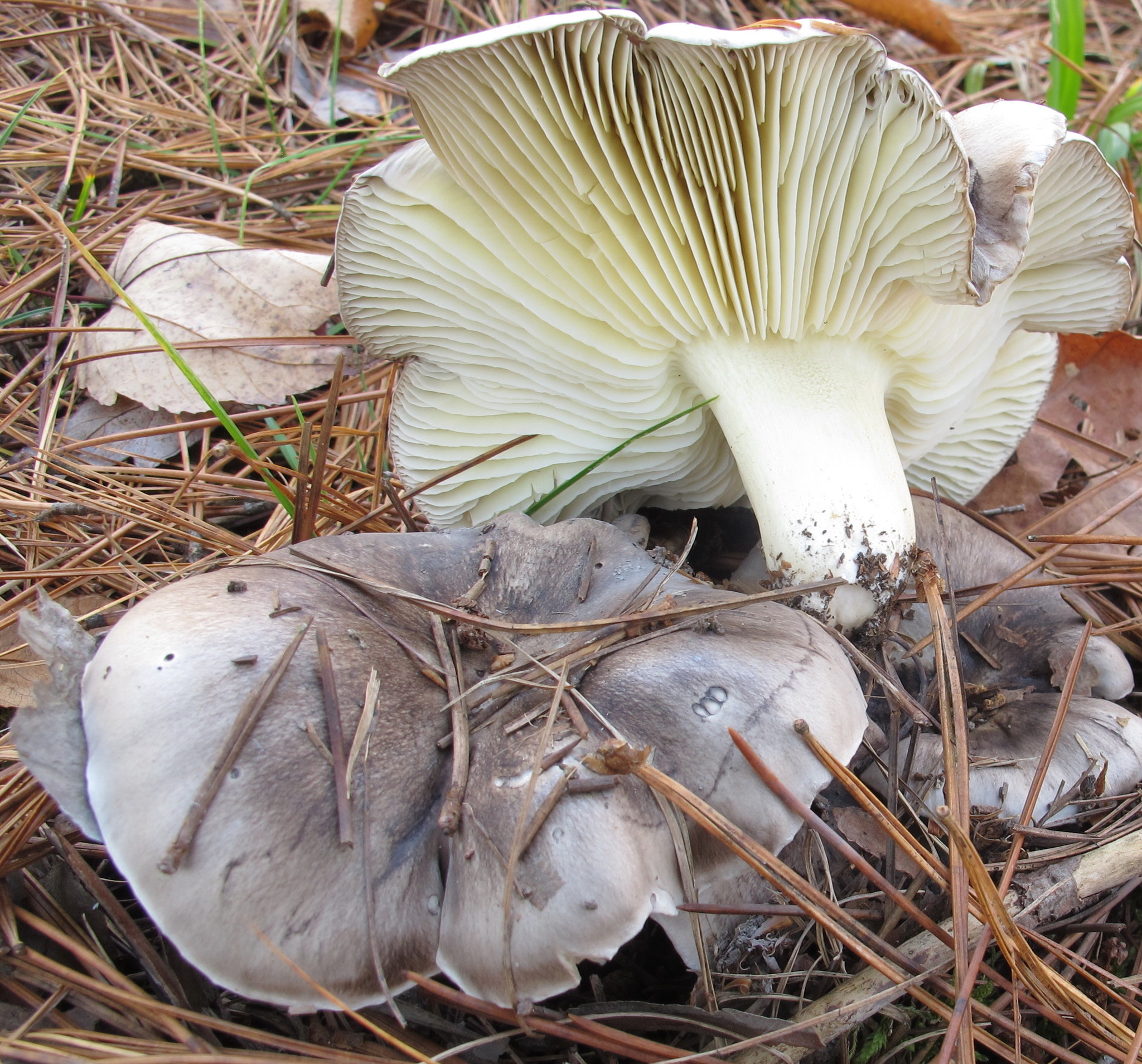

Шляпка 4—10 (12) см диаметром, мясистая, с волнистым, лопастным или трещиноватым краем, у молодых грибов — округло-коническая, выпуклая, позже — плоско-распростёртая, неровная, с плоским бугорком в центре. Край шляпки у молодых грибов завёрнут, позднее распрямляется, у старых экземпляров может загибаться вверх и растрескиваться. Цвет шляпки бледно-сероватый или тёмно-серый, часто с оливковым или фиолетовым оттенком; в центре более тёмный; на шляпке заметны радиальные черноватые волоконца. Поверхность шляпки гладкая, с возрастом шляпка часто растрескивается; при сырой погоде — слизистая и слабоклейкая (поэтому к ней легко пристаёт почва и растительные остатки).
Мякоть беловатая или сероватая, часто с желтоватым оттенком (на изломе), плотная, в ножке волокнистая и рыхловатая. Вкус и запах несильные, мучнистые.
Пластинки 0,5—1 см шириной, редкие, широкие, немного извилистые, приросшие зубцом или свободные; у молодых грибов — белые, позднее сероватые, с желтоватым оттенком.
Ножка 4—10 (15) см длиной и 1—2 см толщиной, цилиндрическая, слегка утолщённая у основания, сплошная (со временем становится полой), плотная, гладкая, продольно-волокнистая; белая с желтоватым или сероватым оттенком в нижней части; в верхней части бывает покрыта мучнистым налётом. Как правило, ножка гриба глубоко укорененная и погруженная в мох или лиственный опад.
Споровый порошок белый, споры (5—6)×(3,5—5) мкм, яйцевидно-эллипсоидные, гладкие, бесцветные.
Аромат приятный, похож на запах свежей муки.

## Экология и распространение
Рядовка серая растёт в хвойных (преимущественно сосновых) и смешанных лесах, на песчаной почве, во мху и под лиственно-хвойным опадом, одиночно или группами, иногда «ведьмиными кругами». Образует микоризу с сосной, половина ножки глубоко утоплена в землю или песок. Часто растёт одновременно и в тех же местах, что и зеленушка. Широко распространена и обычна в умеренной зоне Северного полушария.
Сезон: с начала сентября до конца ноября (массовое плодоношение — в конце сентября и первой половине октября). На юге России плодоносит вплоть до заморозков (ноябрь-декабрь). Так как в лесу к этому моменту не остается опят, считается чуть ли не единственным грибом поздней осени до появления фламмулины бархатистоножковой.

## Сходные виды
Рядовка серая имеет сходство с некоторыми видами рядовок, среди которых могут встречаться как съедобные, так и несъедобные или слабоядовитые.
- Ядовитая рядовка заострённая (Tricholoma virgatum) отличается более тонкой, пепельно-серой шляпкой, с характерным коническим бугорком посредине, сероватыми пластинками и жгучей на вкус мякотью.
- Несъедобная рядовка мыльная (Tricholoma saponaceum) окрашена более равномерно (без волокнистости) и отличается сильным запахом хозяйственного мыла.
- Условно съедобная рядовка отличающаяся (Tricholoma sejunctum) имеет зелёную или коричневую и белую ножку; её мякоть обладает неприятным запахом.
- Наконец, съедобная рядовка землистая (Tricholoma terreum) значительно мельче, отличается волокнисто-чешуйчатой поверхностью шляпки и серыми, более редкими пластинками.

## Пищевые качества
Съедобный гриб, пригоден для всех видов переработки. Перед готовкой рекомендуется тщательно промыть гриб и очистить шляпку от кожицы. В отварном виде мякоть приобретает серо-белый цвет, иногда со слабым каштановым оттенком. В пищу пригодны как молодые, так и зрелые экземпляры, а также оттаявшие после заморозков грибы.